# Dillenia montana
Dillenia montana är en tvåhjärtbladig växtart som beskrevs av Friedrich Ludwig Diels. Dillenia montana ingår i släktet Dillenia och familjen Dilleniaceae. Inga underarter finns listade i Catalogue of Life.